# Babarap
Babarap è un villaggio situato nel Distretto di Gökdepe, nella Provincia di Ahal, nel Turkmenistan. Si trova nella regione trans-Caspica, nell'oasi di Akhal Teke, ai piedi del Kopet Dag. 
Sorge non lontano dalla stazione di Geok Tepe sulla ferrovia transcaspica, a 45 km a nord-ovest di Aşgabat, ed è un noto centro per l'agricoltura, la viticoltura e la produzione del vino.

## Infrastrutture e trasporti
Non lontano dal villaggio passa la ferrovia transcaspica e l'autostrada M37. Il Canale del Karakum passa a nord del villaggio.